# Wakefield (New Hampshire)
Wakefield est une ville du comté de Carroll, dans l'État du New Hampshire, au nord-est des États-Unis. En 2010, sa population était de 5 078 habitants.
Elle inclut les villages de Wakefield Corner (le centre originel), East Wakefield, North Wakefied, Sanbornville, Union, Woodman et Province Lake.
Wakefield Corner est un village perché pittoresque et touristique constitué de maisons anciennes. La ville est bordée à l'est par l'État du Maine et par le lac Great East.